# 鉄道模型ショウ
鉄道模型ショウ (てつどうもけいショウ) は、日本の鉄道模型業界団体等が開催する鉄道模型の展示会の総称である。特に歴史が長い下記の二つの展示会のどちらかを指す場合が多い。
1. 鉄道模型ショウ - 日本Nゲージ鉄道模型工業会が主催、東日本旅客鉄道 (JR東日本) が後援している鉄道模型の展示会。Nゲージが主体。
2. 日本鉄道模型ショウ - 日本鉄道模型連合会 (JMRA) が主催している鉄道模型の展示会。16番ゲージなどが主体。

## 鉄道模型ショウ

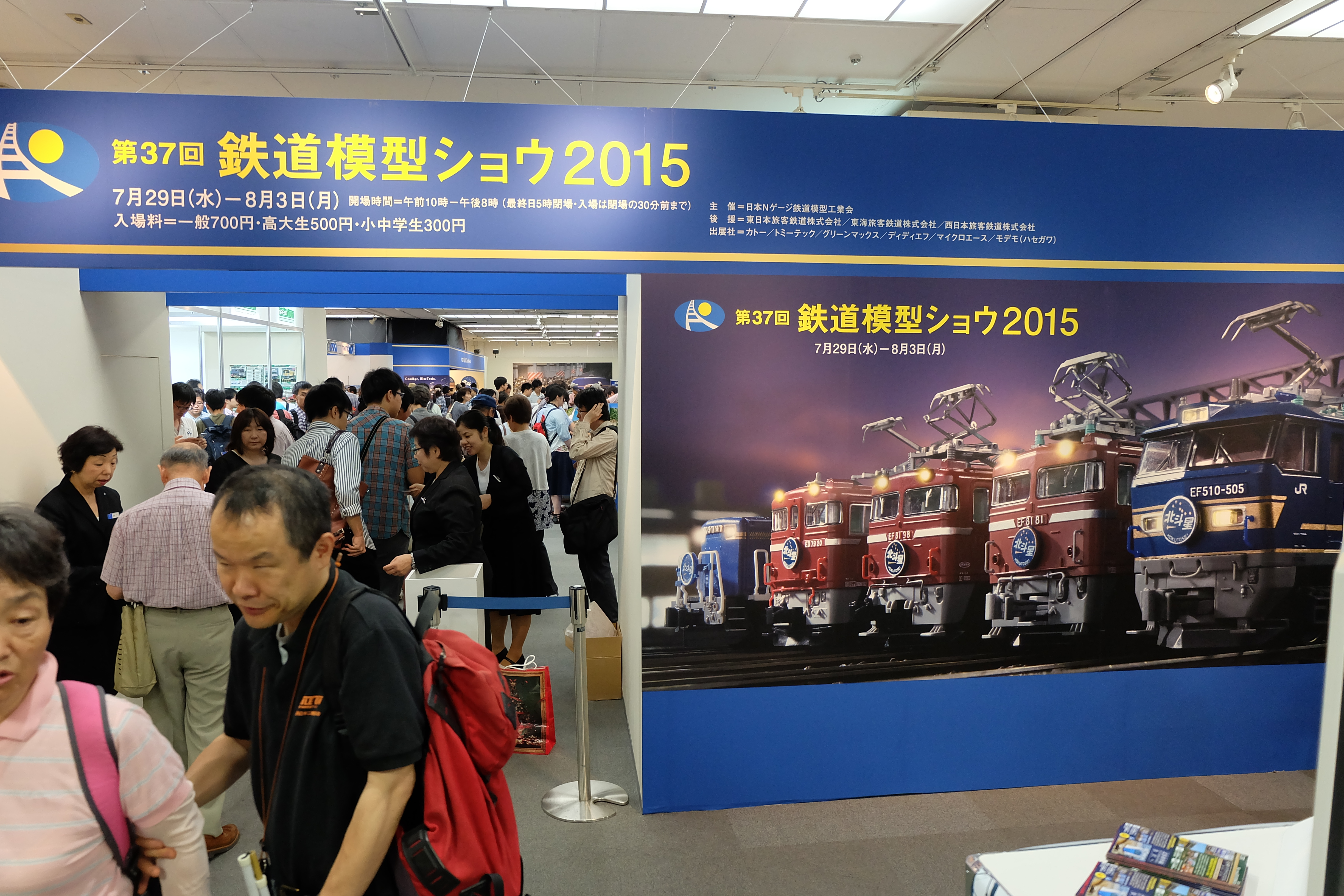
鉄道模型ショウ2015

毎年7月末の水曜日から6日間、東京都中央区銀座の百貨店・「松屋銀座」で開催されている。通称は「Nゲージショウ」、「松屋 (の) ショウ」などである。
会場内には、関水金属（KATO）とトミーテック（TOMIX）が製作した集合式大型レイアウトが展示されるほか、壁際に出展各社のブースが配置されている。子供を対象とした、Nゲージの運転を実際に体験できる運転体験コーナーも用意されている。
また、展示会場外には販売コーナーが設けられており、関連商品を扱うメーカーや流通・販売業者により、Nゲージメーカー各社の鉄道模型や鉄道グッズの販売が行われている。また、販売も兼ねてこちらに出店するメーカーもある。
1979年に「明日へのホビーNゲージ／のびゆく日本の鉄道模型ショウ」として第1回を開催、翌年の1980年は 日本鉄道模型連合会 との共催であった。第1回から数年間は東京都千代田区北の丸公園の科学技術館を会場としていた。ショウの名称は1980年以降は長らく「全日本鉄道模型ショウ」の名称を使用。また当初、展示されていた集合式レイアウトは出展各社が製作したJANTRAK規格のモジュールを一堂に連結したもので、線路上には出展各社の車両が肩をならべて走行した。
2017年は、松屋銀座が改装工事に伴い、イベントスペースを定期テナントが使用することになり、開催中止となった。2018年以降も開催予定がない。

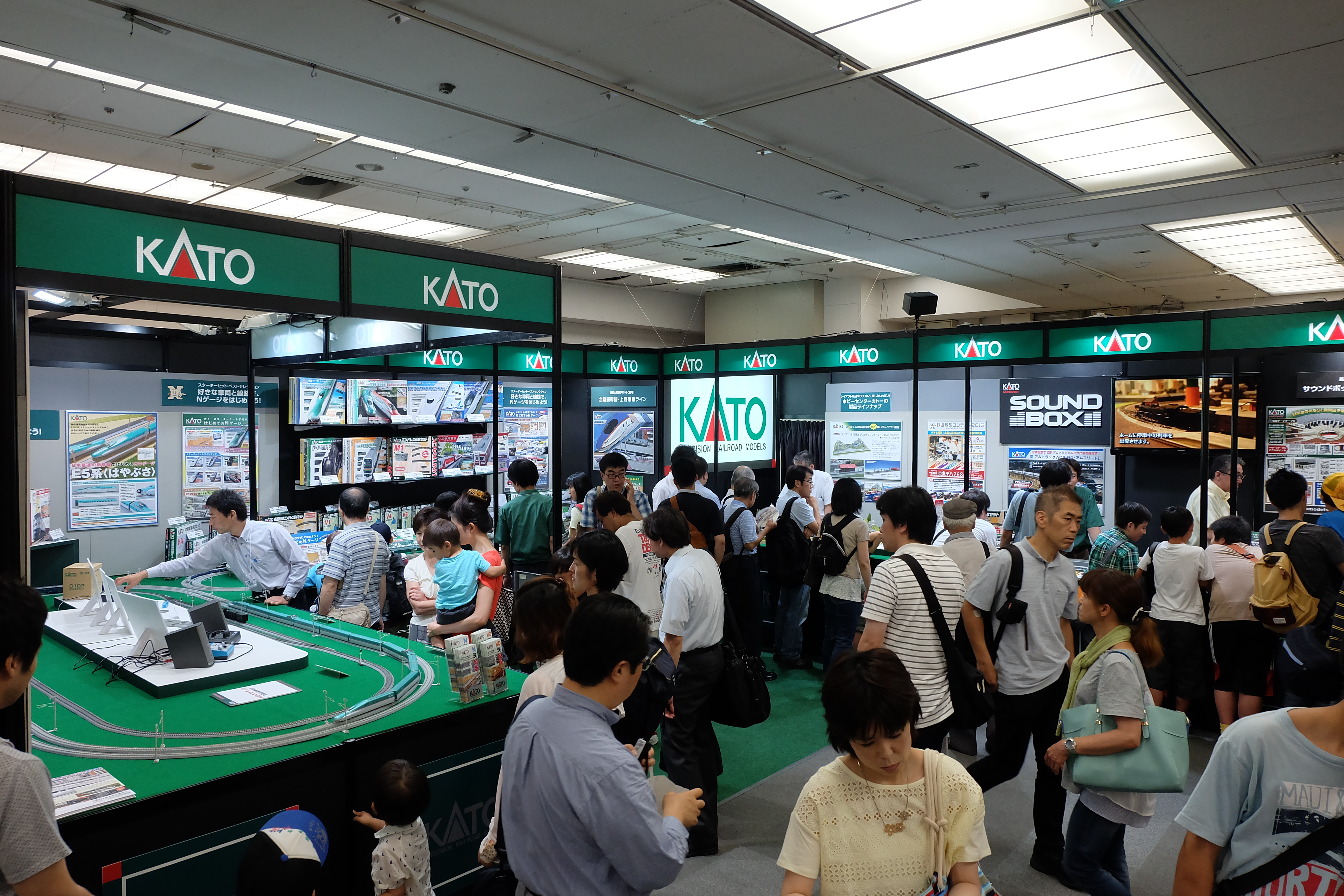
KATOのブース
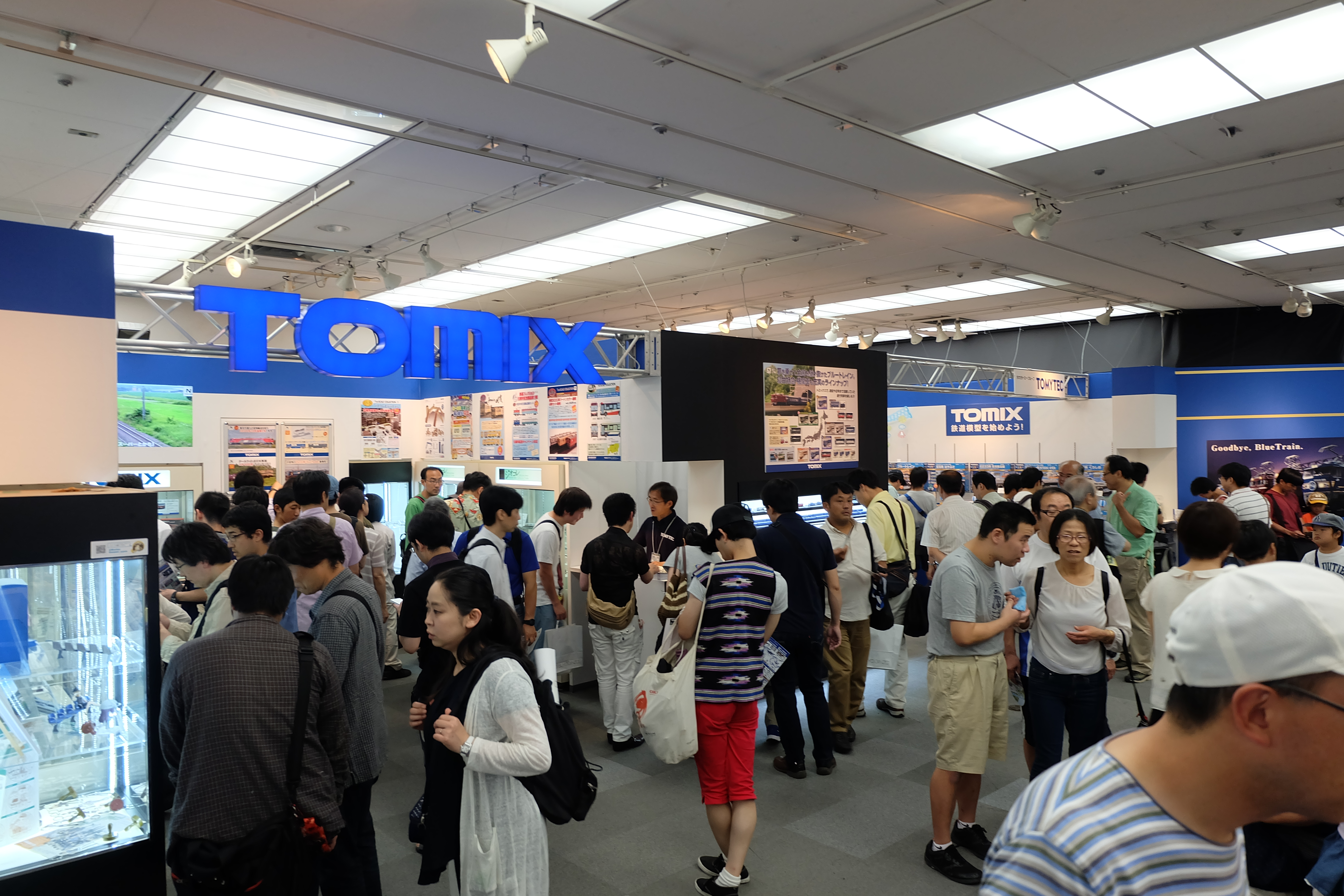
TOMIXのブース
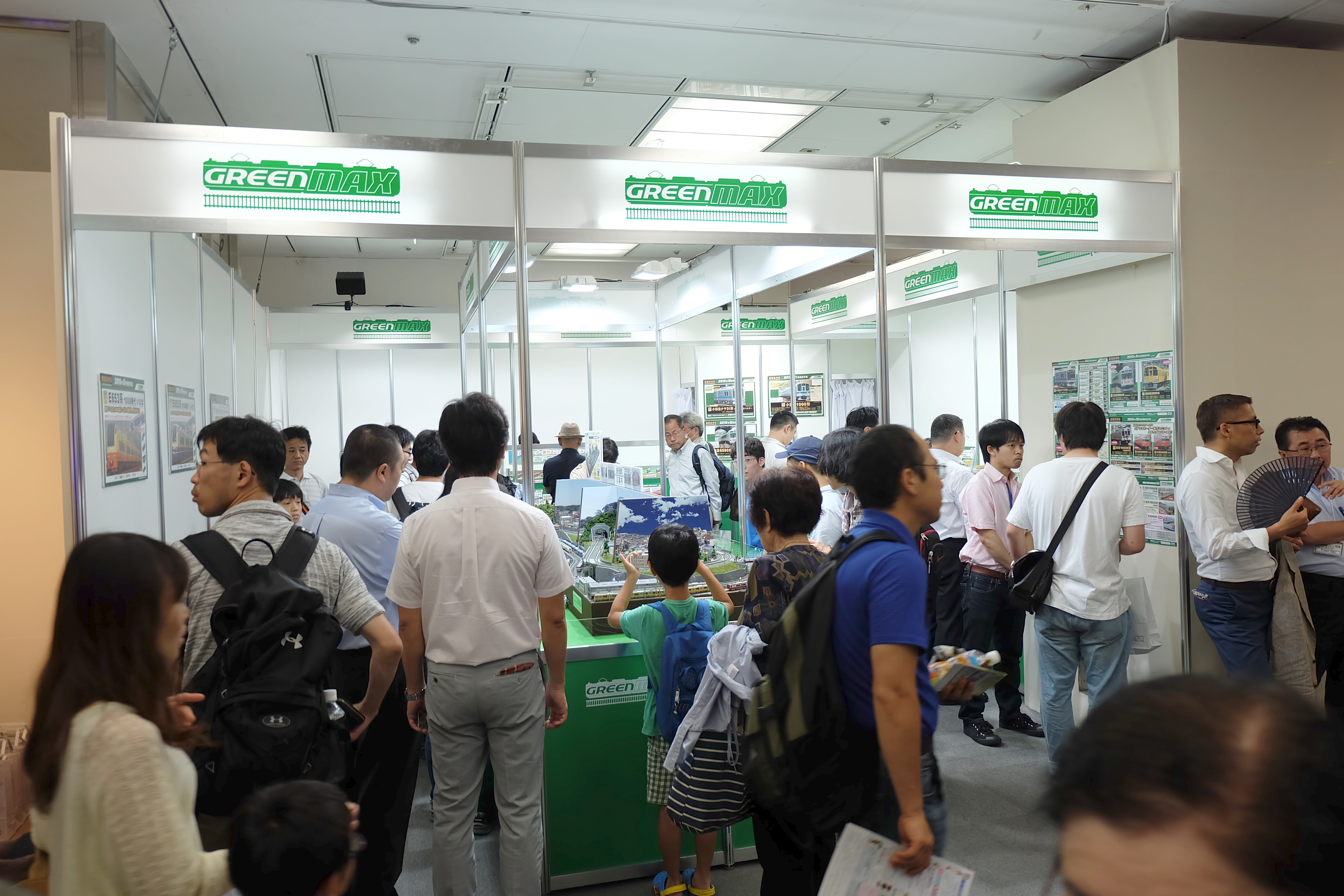
グリーンマックスのブース
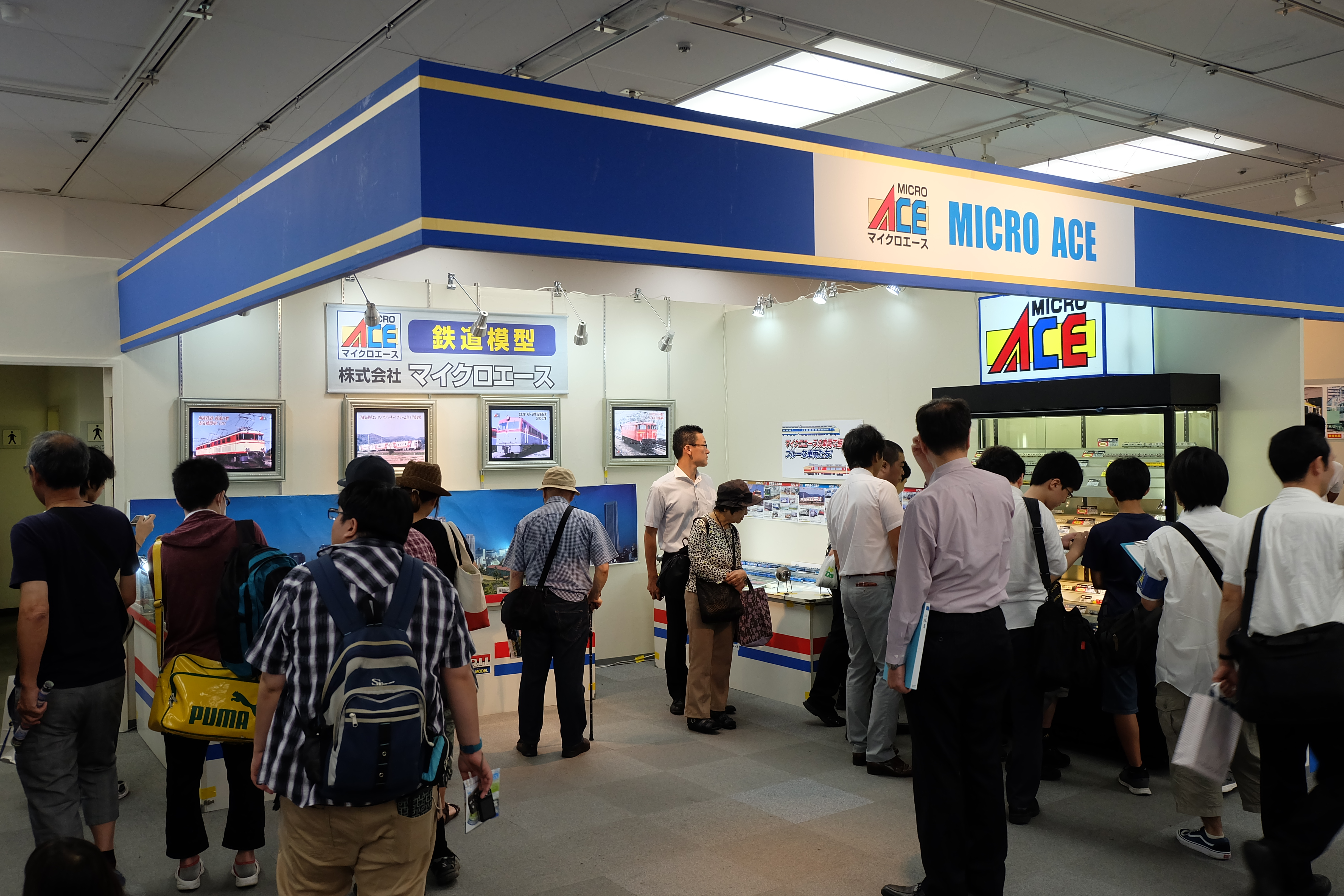
マイクロエースのブース
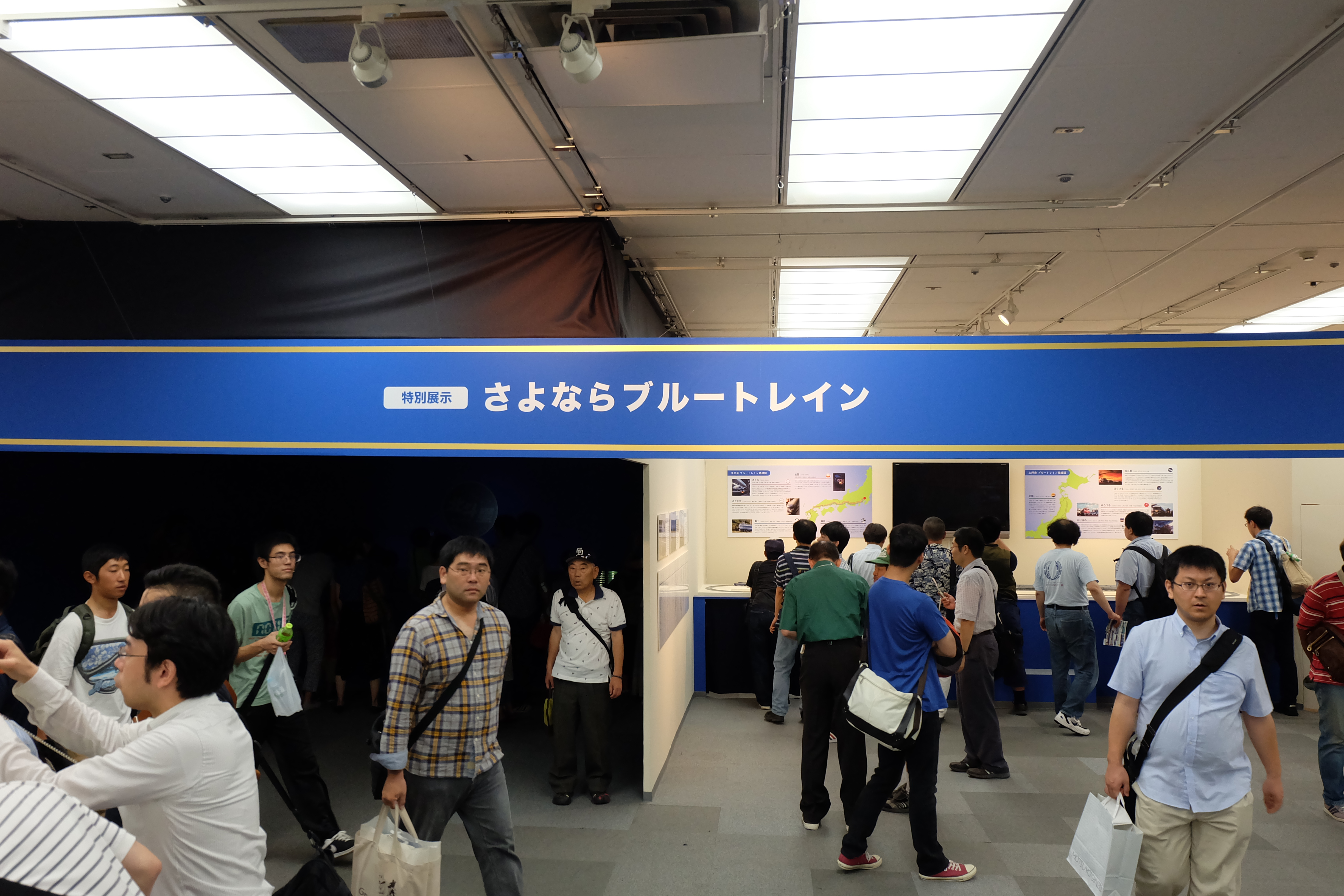
企画展示
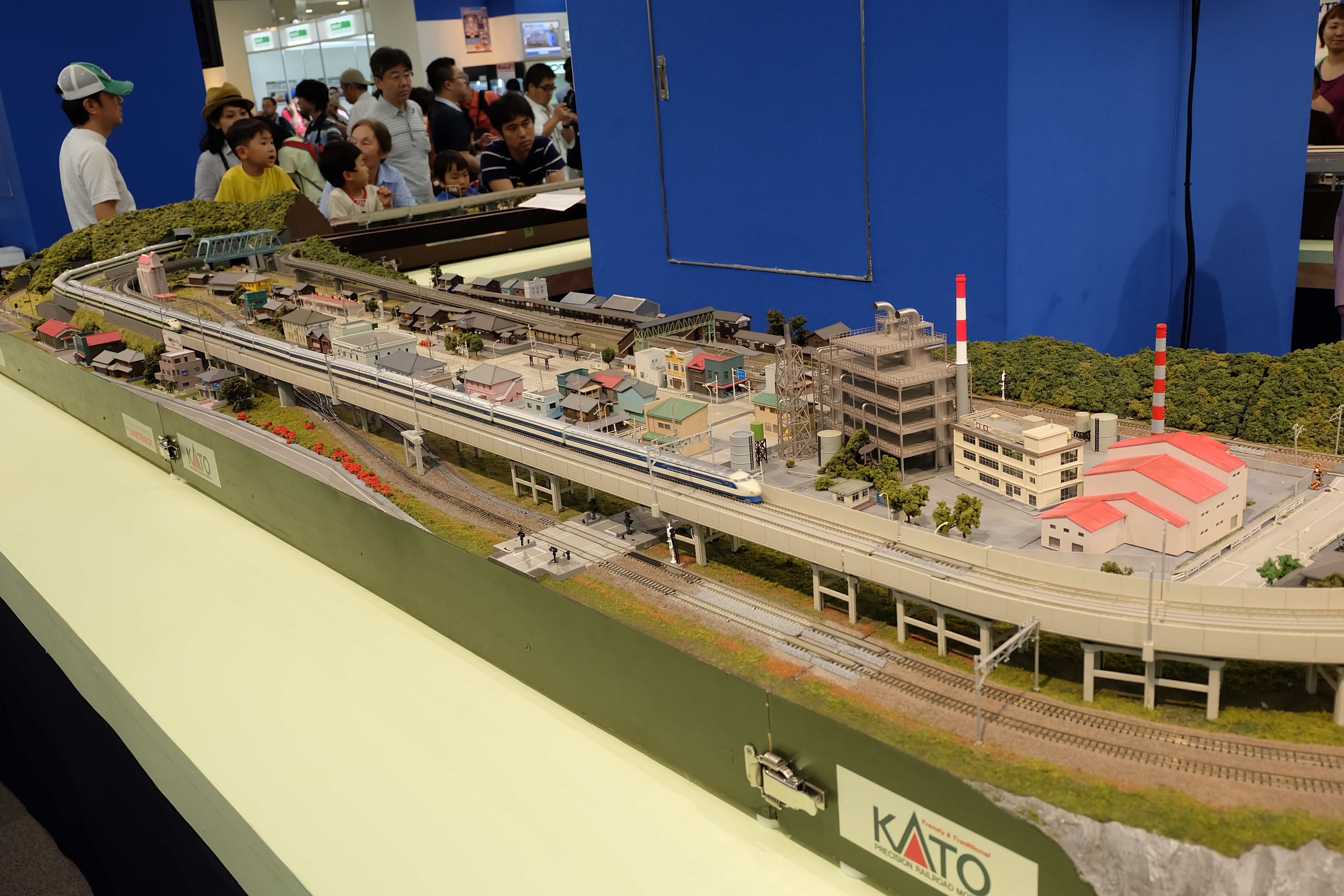
KATOのNゲージレイアウト
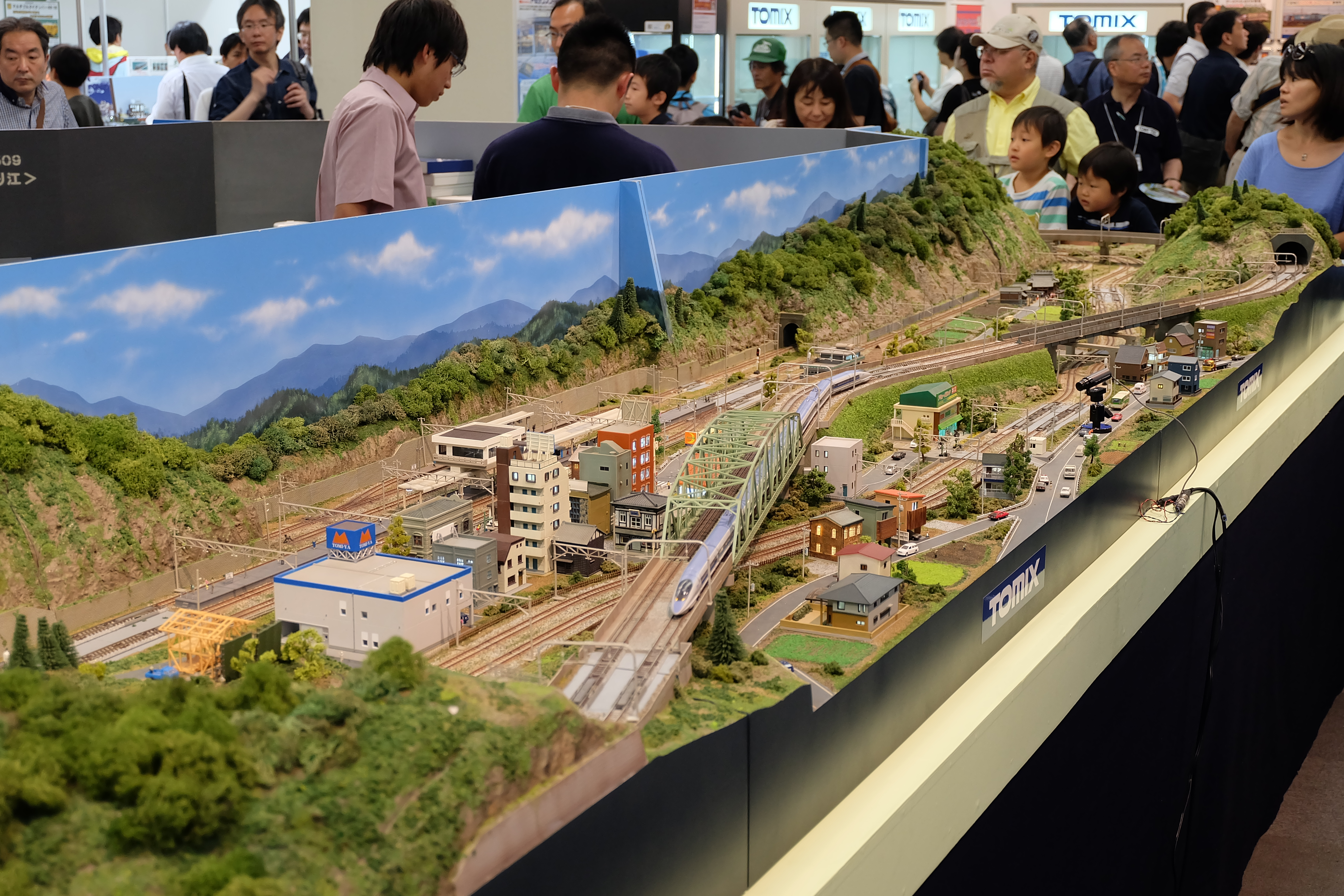
TOMIXのNゲージレイアウト

## 日本鉄道模型ショウ
毎年10月末の週末に東京都大田区蒲田の大田区産業プラザ (PiO) で開催されている。通称は「鉄模連ショウ」である。
1980年には日本Nゲージ鉄道模型工業会と共催したこともあったが、長らく東急百貨店日本橋店にて夏季に単独で開催されていた。同店閉店後、現在の会場に移るまで東急百貨店東横店を会場として開催が続けられていた。

## その他の鉄道模型ショウ
上記の二つの展示会以外にも、鉄道模型ショウや展示即売会は開催されている。なかでも、鉄道模型振興会が主催する「ヨコハマ鉄道模型フェスタ」、名古屋の百貨店「丸榮」が開催する「鉄道模型展」は近年継続して開催されている鉄道模型ショウである。なお後者は2018年が最後となる。

## 鉄道模型ショウ以外の展示会など
静岡県のツインメッセで開催される「静岡ホビーショー」や千葉県の幕張メッセなどで開催される「全日本模型ホビーショー」など、各地で開催されているプラモデルやラジコンなどの模型ショーに鉄道模型メーカーが出展する場合もある。
また、東京国際展示場（ビッグサイト）で開催される鉄道模型愛好者団体も参加する総合鉄道模型イベント国際鉄道模型コンベンションにも多くの鉄道模型メーカーが出展している。
個人やグループ、ガレージメーカーなどを主な対象とした、「鉄道模型市」や「JNMAフェスティバル」に参加する鉄道模型メーカーもある。